# Kolonia (Silésie)
Pour les articles homonymes, voir Kolonia (homonymie).
Kolonia est une localité polonaise de la gmina de Wielowieś, située dans le powiat de Gliwice en voïvodie de Silésie.